# Van Serg (cràter)
Van Serg és un petit cràter d'impacte de la Lluna, situat a la vall Taurus-Littrow. Els astronautes Eugene Cernan i Harrison Schmitt el van visitar el 1972, a la missió Apollo 17, formant part de l'EVA 3. Van Serg va ser elegit com a emplaçament de l'Estació Geològica 9.

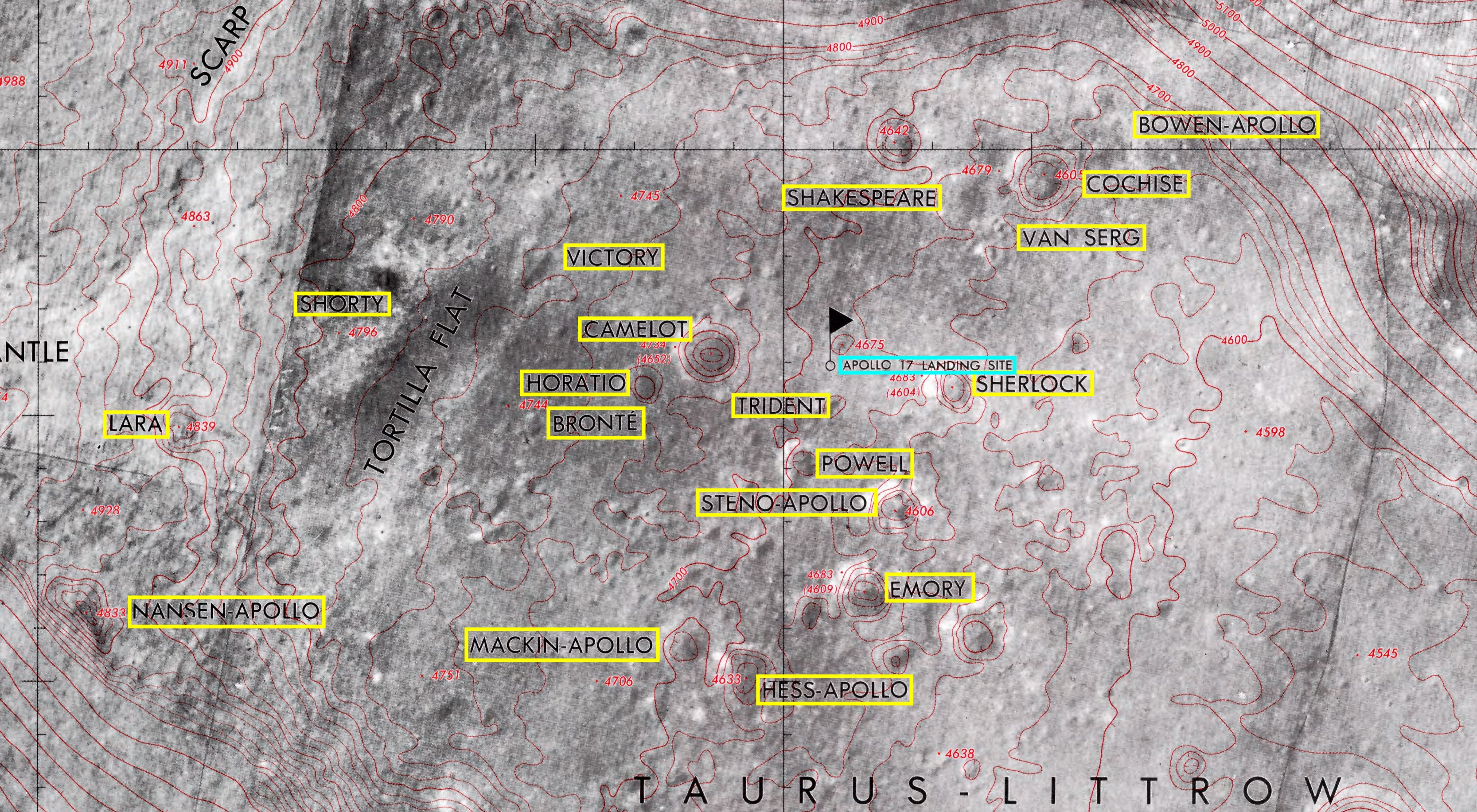
Localització de Van Serg, al centre dreta de la imatge (Lunar Topophotomap 43D1S1)
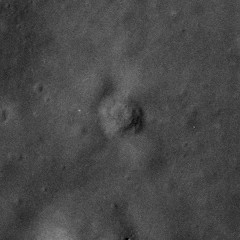
Imatge panoràmica des de l'Apollo 17

Al nord-oest es troba el cràter Shakespeare, i al nord-est Cochise i l'Estació Geològica 8 (a la base de les Sculptured Hills). Al sud apareix Sherlock, i al sud-oest es localitza el punt d'allunatge de l'Apollo 17 i el cràter més gran Camelot.

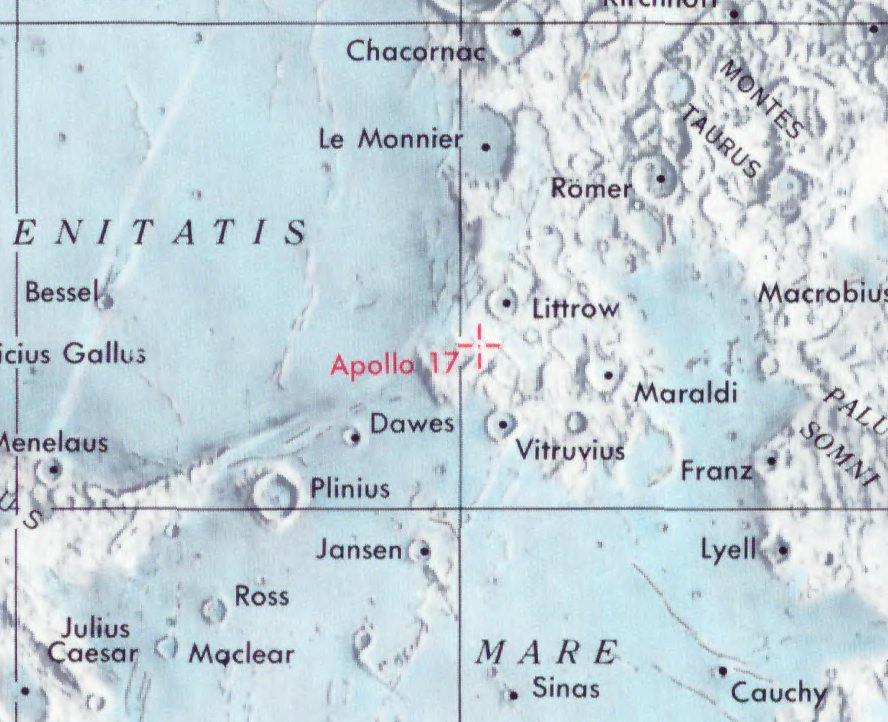
Localització del lloc d'allunatge de l'Apollo 17

## Denominació
El cràter va ser nomenat pels astronautes en referència al professor de geologia de la Universitat Harvard Hugh McKinstry, que de vegades escrivia articles satírics sota el pseudònim de «Nicholas Van Serg» (el compositor, humorista i acadèmic Tom Lehrer, membre de Harvard, va suggerir que el pseudònim de McKinstry estava inspirat en el Vanserg Building de la universitat, del qual va derivar el seu nom des del seu propòsit original: un menjador per a la Administració de Veterans, Ciències Navals, Investigació Electrònica i Graduats).
La denominació té el seu origen en els topònims utilitzats en el full a escala 1/50.000 del Lunar Topophotomap amb la referència 43D1S1 Apollo 17 Landing Area.

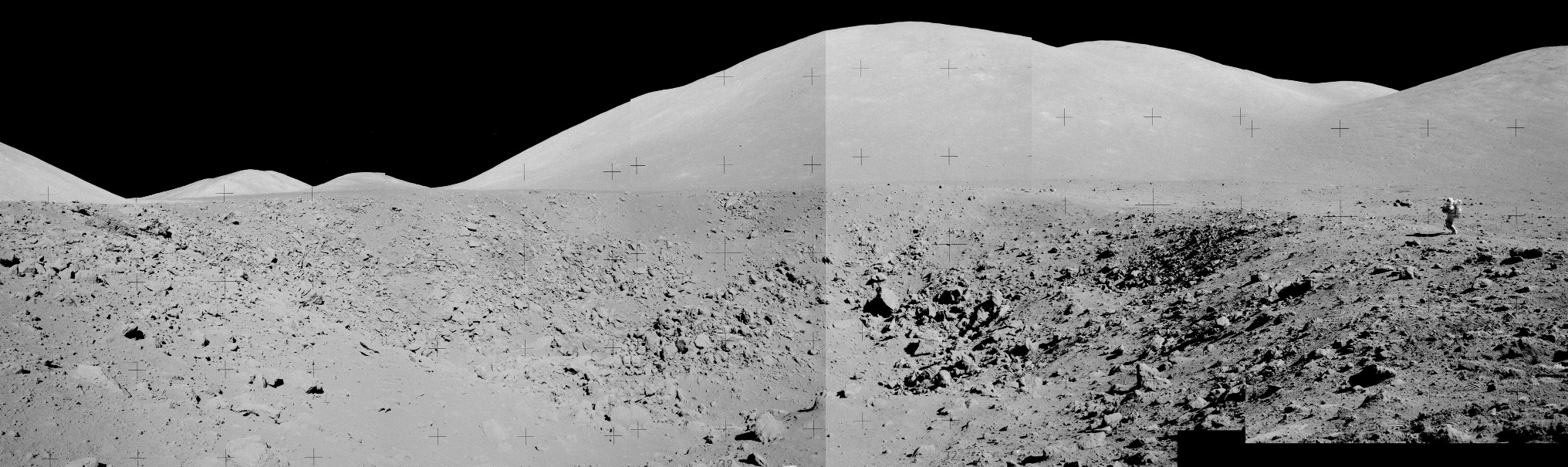
Panoràmica de Van Serg amb l'astronauta Eugene Cernan a la dreta. El Massís Nord apareix sobre l'horitzó.